# Angelo (Funk Pál)
Funk Pál, művésznevén Angelo, született: Funk Pál Vilmos, másként Pinkász Pál (Budapest, 1894. január 31. – Budapest, 1974. december 13.) a XX. századi magyar fotóművészet egyik meghatározó alakja, fotóművész, filmoperatőr és divattervező.
Végvári Lajos művészettörténész szerint „a magyar fotográfia fénykorának legismertebb és legfontosabb személyiségei közé tartozik. …. működésének sokrétűsége, látókörének, szemléletének folyton alakuló és megújuló változatossága (jellemzi). … Életművével szinte maradéktalanul lehetne illusztrálni a XX. századi fotográfia történetét.”
Révész Imre fotográfus szerint: „Ő az elegáns mondén világ fotográfusa. Képeit az egész világon ismerik és kopírozzák. A divatot viszi bele munkájába és az eleganciát, a mai kor külsőséges stílusát, amelyben mindenki gyönyörű akar lenni, fiatal és üde, gazdag és ápolt. … Sex appeal fotografusa Angelo, a mai kor igazi fényírója.”
Kellér Andor pedig így értékelte művészetét: „A lényeget ragadta meg a modell egy tekintetében, egy mozdulatában, feltárta az alany belső világát, de tapintatosan, udvarias retusokkal, bölcsen tudva, hogy a földi halandó nem ismeri önmagát, segíteni kell rajta. A megrendelő boldogan szorongatta fényképét – az valóban mása volt, bár kicsit Arany Jánost idézve: égi mása.”

## Élete
A kor legnevesebb festő- és fényképész műtermeiben tanult, és Budapesten kívül Párizsban és Amszterdamban volt műterme. Operatőrként közel tíz évig filmezéssel is foglalkozott, és Kertész Mihály (Michael Curtiz) mellett is dolgozott segédoperatőrként és rendezőasszisztensként. Részt vett az első magyar hangosfilm munkálataiban is. Párizsban divattervezőként is bemutatkozott. Szakmai szervezői tevékenysége is kimagasló volt, számos szakfolyóiratban publikált, és fotóakadémiát is szervezett. Fényképei a legrangosabb kiállításokon szerepeltek, és számos nemzetközi díjat nyert velük.
A második világháború alatt a Gestapo fogságába esett, és csak szerencsével sikerült megszabadulnia a biztos haláltól.
Budapesti műtermét 1951-ben államosították. Ekkortól a Budapesti Fényképészek Kisipari Termelő Szövetkezetében (a későbbi FÉNYSZÖV-ben) dolgozott. A kor viszonyaihoz igazodva igyekezett beilleszkedni az új szerepébe, de a „sztahanovista” „kiváló dolgozó” álcája mögött – késői képei szerint – megkeseredett, és elfordult az emberektől és az emberábrázolástól. Napi munkáját letéve művészi ambícióinak élt. Élete alkonyán is új meg új utakat keresett a fotográfiában.

## Családja
1894. január 31-én reggel hat órakor született Budapesten, a Dob utca 3. szám alatt Funk József (?–1915. augusztus 15.) kajászói magánhivatalnok és a székesfehérvári születésű Alexander Vilma (1861. május 22. – 1954. november 14.) fiaként. Apai nagyszülei Funk József és Hőnigsfeld Borbála, anyai nagyszülei Alexander Ede kereskedő és Grausz (Grauz) Katalin voltak. Anyai nagyapai dédszülei Alexander Jakab és Löwinger Mina. Testvérei Sándor, Bözsi és Laci voltak.
A legenda szerint olasz származású felmenői között számos művész akadt, állítólagos dédapja, Alessandro Angelo a bécsi Hofburg freskóinak alkotója, a szájhagyomány szerint Gioachino Rossininek is tervezett díszleteket. A család művész tagjai híres előd tiszteletére vették fel az „Angelo” művésznevet. Felesége Misley Anna (Mislei Erzsébet Anna) az Operaház magántáncosnője volt, 1945-ben házasodtak Budapesten.

## Munkássága
1908–1911 között kijárta a budapesti Aranyosi-féle Felső Kereskedelmi Iskola alsó, középső, majd felső osztályát.
Funk Pál tízévesen kezdett el fényképezni, de művészeti tanulmányai nem korlátozódtak a fotográfiára: 1910-ben a müncheni Carl Bauer festőiskolájába járt, majd Hamburgban a Dührkopp-műteremben Petersnél, Berlinben pedig Nicola Perscheidnél, Párizsban Reutlingernél, Londonban Marcus Adams és E. Hoppe műtermében részesült képzésben. 1914-ben hazatért Franciaországból, majd az első világháború alatt négy évet töltött a fronton. Hazatérve Székely Aladár budapesti műtermében helyezkedett el első segédként, majd néhány sikertelen próbálkozás után 1919-ben megnyitotta első saját műtermét a Vilmos császár út 14. szám alatt. Nem sokkal később már ismét Párizsban és Nizzában fényképezett, majd egészen 1938-ig Párizsban és Amszterdamban dolgozott, időszakos műtermeiben.
1923-ban Párizsban divat- és jelmeztervezőként is bemutatkozott. Gyakorta szerepelt élőképek rendezőjeként is.
A filmezésbe már a tízes években belekóstolt, 1916-tól dolgozott Kertész Mihállyal, majd évente több hónapot töltött a Franco-British Film Co. forgatásain. Dolgozott a Metro-Goldwyn-Mayer stúdióiban is, olyan nagy nevű művészekkel, mint Rex Ingram, Erich Pommer, Fritz Lang, Alexander Wolkoff, Ernst Lubitsch, Harry Lachman.
Egyes források szerint ő forgatta az első hangosfilm próbafelvételt az általa Magyarországra hozott első hangosfilm berendezéssel. Az első kereskedelmi film forgatásában is közreműködött, 1927-ben. Ennek az operatőre Eiben István volt. Egyes források szerint hét, mások szerint több mint tíz évig dolgozott rendszeresen mozgóképpel.
Több mint hetven előadást tartott a magyar fotográfiáról, a modern fényképészet esztétikájáról, a portré- és aktfényképezésről. 1927 és 1937 között tucatnyi tanulmányt írt a Fotóművészeti Hírek szaklapba, 1934-től 1938-ig a Magyar Fotográfia egyik szerkesztője volt.
A műtermi fényképészet mellett jelentős részt vett a szakmai szervezetek létrehozásában és működtetésében is. Részt vett a második világháború után a magyar amatőr fényképészeket tömörítő szövetség, a MADOME működésében, és 1956-ban alapító tagja a Magyar Fotóművészek Szövetségének is.
1937-ben aranykoszorús mesterré avatták. A fényképészek oktatásában is fontos szerepet vállalt, több mint ötven tanítványa volt, és ő volt a fényképészmester-vizsgabizottság elnöke is. 1945-ben meghirdette az Angelo Fotó Akadémiát is, ahová igyekezett a kor leghíresebb, legjobb fényképészeit meghívni.
1951-ben államosították a stúdióját, ekkortól egyszerű szakmunkásként, a Budapesti Fényképész Kisipari Termelő Szövetkezet tagjaként dolgozott – ugyanabban a műteremben. Angelo igyekezett eleget tenni a kor elvárásainak, a szövetkezet sztahanovistája lett, kiváló dolgozó elismerést is kapott, de a munkája mellett egyre többet fényképezett a saját örömére, művészi hajlamai kielégítésére. Neki, aki pályafutása során több mint 450 000 embert fotózott le, a késői képein nincsenek élő alakok, képi világa szürreálissá és idegenné vált.

## Díjai, elismerései
1920-tól vett részt különböző kiállításokon, pályázatokon, és „megszámlálhatatlan” díjat, érmet nyert „a világ minden tájáról”. 1926-ban az egyik akkori legrangosabb szervezet, a Royal Photographic Society of Great-Britain is a sorai közé fogadta. Jellegzetes etikettje, aláírása feltűnt szinte minden magyar képes újság fotói között, és a világ legismertebb lapjaiban is. Képeit közölte a Vanity Fair, a Harper’s Bazaar, Die Dame, a Berliner Leben, a Motion Pictures, vagy éppen a Berliner Illustrírte Zeitung.
Munkássága során folyamatosan részt vett pályázatokon, kiállításokon, gondosan elkülönítve a kisipari és művészeti tevékenységét.
- 1924 – aranyérem – Magyar Amatőrfényképezők Országos Szövetsége
- 1924 – Magyarország aranykoszorús fényképészmestere cím
- 1927 – állami aranyérem –  Salzburg (Ausztria)
- 1937 – ismét Magyarország koszorús fényképészmestere
- 1956 – MADOME arany jelvénye
- 1958 – EFIAP – Nemzetközi Fotóművészeti Szövetség
- 1961 – Daguerre–Niépce-érem (Franciaország)
- 1969 – Honoraire Excellence (Hon. EFIAP) díj (Franciaország)[8]

## Fotóalanyai
Hatvan esztendőn átívelő pályafutása alatt a kor színpadi- és filmsztárjai gyakran fordultak meg Angelo műhelyében, mivel bízhattak mesterségbeli tudásában: abban, hogy a lehető legelőnyösebb felvételt fogja készíteni a lencsevégre került személyről. A korabeli lapokban rendszeresen közölt fotóin feltűnik – többek között –  Blaha Lujza, Fedák Sári, Márkus Emília, Darvas Lili, Berky Lili, Gombaszögi Ella, Péchy Blanka, Varsányi Irén, Bajor Gizi, Tőkés Anna, Honthy Hanna, Lázár Mária, Csortos Gyula, vagy egy későbbi generációból Szörényi Éva, Páger Antal, Sulyok Mária, Mezei Mária, Tolnay Klári, illetve az Erdélyből jött színész: Nagy István. Különösen sokszor állt Angelo kamerája elé Szilassy László. Karády Katalint mint Erzsébet királynét örökítette meg 1943-ban.
Szeleczky Zitát az esküvőjén szintén Angelo fényképezte le magyaros szabású esküvői ruhájában, „teljes menyasszonyi díszben” a Film, színház, irodalom című lap számára.
Elmondható tehát, hogy Angelo a sztárok fényképésze volt, aki maga is sztár volt.
Munkamódszeréről így számol be a Színházi Élet:
„Angelonak specialitása a női portré. Nem csak az arcokat fotografálja le, a lélekből, az individualitásból is belevisz mindent a képbe. Modelljét nem ülteti azonnal a gép elé. Előbb elbeszélget vele, kiismeri lényét, felfogását, Ízlését, hajlamait. Azután következik az ezekhez alkalmazott dekoráció és végül, mikor hosszas próbálgatás után megtalálta a legmegfelelőbb pózt, megtörténik a felvétel. Innen van az, hogy Angelo minden képe egy-egy önálló műalkotás, több mint fotográfia.”
Nemzetközileg is ismert volt. Olyan hírességekről készíthetett portrét, mint Ady Endre, Babits Mihály, Bartók Béla, Karinthy Frigyes, Kálmán Imre, Kodály Zoltán, Krúdy Gyula, Kosztolányi Dezső, Székely Mihály, Szőnyi István, Josephine Baker, Charlie Chaplin, Maurice Chevalier, Jean Cocteau, George Gershwin, Alfred Hitchcock, a Lumière fivérek, Gustav Mahler, Vaclav Nyizsinszkij, Pablo Picasso, Maurice Ravel, Max Reinhardt, Fjodor Ivanovics Saljapin, Arturo Toscanini, de uralkodók, maharadzsák, arisztokraták is szívesen ültek modellt neki.
A szocialista időben Kádár János és Apró Antal is készíttetett vele igazolványképet.

## Stílusa
Korai képeire a festői stílus jellemző. Nagyméretű brómolajátnyomatainak nagy része a Magyar Fotográfiai Múzeum tulajdonában található. Később kísérletezőbbé vált, különféle torzításokkal, kémiai manipulációkkal a szuggesztív képek felé fordult, majd ezt követte egy tárgyilagosságra törekvő, realista korszaka. Idős korára elfordult az emberektől, és a tárgyak, anyagok apró részleteiből kibontakozó, elvont formák és fényhatások absztrakciói váltak a fő témájává.

## Anekdoták Angelóról
Egyszer valamelyik színésznőről készült sorozatát kiküldték Amerikába, ahol egy milliomos meglátta a szívdöglesztő díva fotóit, s eszét vesztve rohant Magyarországra, hogy elnyerje a szépség kezét. Aztán, amikor meglátta az életben, hanyatt-homlok hazarohant, agglegényként.
Arra, hogy Angelo mennyire szívén viselte, hogy a megrendelői minél előnyösebben nézzenek ki a fotóin, jó bizonyság Fedák Sári válasza arra a kérdésre, hogy melyik fényképét szereti a legjobban: „Azt, amelyiken Angelo a legvékonyabbra retusírozott.”

## Ismert mondása
„Nem az objektívban van a művészet.”

## Megítélése
Funk Pál igen színes egyéniség volt, akiről a hajdani FÉNYSZÖV-ös munkatársai annak ellenére nagy tisztelettel és szeretettel szólnak, hogy elmondásaikban egy befelé forduló, mogorva ember képe rajzolódik ki. Kettőssége: a szövetkezeti műteremben dolgozó sztahanovista, és a magánszférájában kivirágzó fotóművész nem egy művészkedő kisiparost takar, hanem valódi alkotót, aki igyekszik a környezetének is megfelelni, a saját fennmaradását biztosítani. Éppen e kettőssége miatt még a saját adatközlései sem mindig megbízhatók. Kincses Károly, az életrajzírója így ír erről:
Nincs könnyű dolga az életrajzírónak. Angelo rendkívül színes egyéniség volt, aki körül történtek a dolgok, ráadásul ellenségei, irigyei is szép számmal akadtak, akik terjesztettek róla egyet s mást, némi alappal vagy csak úgy. Mindezek tetejébe ő maga sem volt megbízható, számtalanszor átírta élete történetét, néha egy-egy cikk kedvéért, máskor politikai megfontolásokból, félelmekből, talán megfelelésvágyból vagy szolgalelkűségből, mint alább következő, 1964-es önéletrajzából is kiviláglik.

Ha figyelmesen olvassuk fordulatait, figyeljük szóhasználatát, legalább annyit tudunk meg ebből a kor viszonyairól, mint magáról a fotográfusról. „Budapesten, 1894-ben születtem. Apám szállítmányozási vállalatnál raktárnok volt, kis fizetéssel, fizikai munkás, anyám házivarrónő volt, krajcáros munkával, nehéz körülmények között nevelték négy gyermeküket. Tízéves koromtól magam kerestem meg kenyeremet. Érettségi bizonyítványom van. 1910-ben Münchenben két éven át Prof. Carl Bauer világhírű portréfestő növendéke voltam, aki ingyen tanított. Majd Berlinben Nicola Perscheidnél, Párizsban Reutlinger műtermében, Londonban Hoppe nagymesternél, Budapesten az első háború alatt Székely Aladárnál másfél évig dolgoztam. Az első magyar játékfilmek forgatásakor, a film őskorában 1916-ban Kertész Mihály asszisztense és filmoperatőre voltam. 1919-ben fotóműtermet nyitottam, a fehérterror elől külföldre menekültem. 1927-ben visszajöttem rövid időre Budapestre, az első hangosfilm-felszereléssel az első próbafilmet forgattam Eiben Istvánnal. 1938-ig évenként 10 hónapot dolgoztam Franciaországban ismert nagy rendezőkkel és filmproducerekkel. Feleségem Misley Anna az Operaház volt magántáncosnője. Magyarországi tartózkodásom alatt a szakfényképészmester-vizsgáztató bizottság elnöke voltam. 1923 óta veszek részt nemzetközi művészi fotókiállításokon. 1937-ben koszorús mesterré avattak. A 20-as, 30-as évek leghíresebb személyiségeit, művészeit fotografáltam Európában. Több mint 30 szakmai, esztétikai előadást tartottam. Növendékeimnek száma hosszú pályám alatt kb. 50. A második világháború alatt, mint üldözöttet 1944. szeptember 1-jén Heim [ti. Hain] Péter elfogatott, az akkori svábhegyi kis Majestic foglya voltam, majd átadtak a Gestapónak, hosszú hetek szenvedései és gyötrelmei után szerencsés véletlen folytán megmenekültem a biztos haláltól. 1951-ben önként léptem be a Budapesti Fényképészek Kisipari Termelő Szövetkezetébe, amelynek ma is tagja vagyok. 1955. április 4-én Szövetkezetünk Sztahanovistája, 1962. november 21. óta a Szövetkezeti Ipar Kiváló Dolgozója vagyok. A szocialista munkaversenyben állandóan részt vettem. Budapest, 1964. január 31. Funk Pál Angelo.”

Mi minden történhetett ezzel a nagyon tehetséges, a maga korában híres és elismert emberrel, ha félelemtől, vagy ki tudja mitől befolyásolva, hetvenesztendősen ilyen summázatát kényszerül adni életének!
Hagyatéka máig is részben feldolgozatlan, de az eddig ismertek is a legnagyobb magyar fotográfusok közé sorolják. Jelentőségét mi sem bizonyítja jobban, hogy Kertész Andor, aki André Kertész néven lett világhírű, egyik interjújában a saját stílusát Angelóéval összevetve határozta meg.